# György Hajós
Pour les articles homonymes, voir Hajós (homonymie).
György Hajós (né le 21 février 1912 à Budapest et mort le 17 mars 1972, également à Budapest) est un mathématicien hongrois qui a travaillé principalement sur la géométrie, la théorie des groupes et la théorie des graphes,.

## Biographie
Hajós est né le 21 février 1912, à Budapest ; son arrière grand-père Adam Clark (en) est un ingénieur écossais connu pour avoir construit le pont des chaînes Széchenyi, un pont suspendu à Budapest. György Hajós obtient un diplôme à l'Université Loránd Eötvös (alors université Péter Pázmány) en 1935. Il rejoint ensuite l'Université polytechnique et économique de Budapest, où il est en poste de 1935 à 1949. Il obtient un doctorat en 1938 sous la supervision de Lipót Fejér. En 1949, il devient professeur à l'Université Loránd Eötvös, où il reste jusqu'à sa mort en 1972.  

## Recherche
La contribution de Hajós la plus connue est le théorème de Hajós (en) qui démontre une conjecture de Hermann Minkowski. C'est au départ un résultat sur les factorisations de groupes abéliens en produit cartésiens de sous-ensembles de ses éléments. Hajós l'utilise pour démontrer la conjecture de Hermann Minkowski qui dit que si un espace euclidien de dimension quelconque est pavé par des hypercubes dont les  positions forment un réseau, alors deux de ces hypercubes doivent avoir une face commune. Hajós utilise des méthodes similaires de la théorie des groupes pour aborder la conjecture de Keller selon laquelle un pavage par des hypercubes (sans les contraintes de réseau) doivent posséder deux hypercubes qui ont une face commune ; ceci est un pas important sur le chemin qui mène vers l'invalidation de la conjecture.
Hajós formule aussi une généralisation de la conjecture de Hadwiger selon laquelle tout graphe de nombre chromatique  {\displaystyle k} doit contenir une sous-division du graphe complet {\displaystyle K_{k}}. On sait maintenant que cette conjecture est fausse : en 1979, Paul A. Catlin (en) a trouvé un contre-exemple pour {\displaystyle k=8}, et Paul Erdős et Siemion Fajtlowicz (en) ont noté ultérieurement qu'elle a un comportement peu satisfaisant pour les graphes aléatoires. La construction de Hajós (en) est une méthode générale pour construire des graphes avec un  nombre chromatique donné.
György Hajos publie également un livre d'introduction à la géométrie, aussi traduit en allemand. Il a également écrit sur la nomographie,  le calcul d'erreurs, la géométrie non euclidienne , ou la sphère de Feuerbach.

## Prix et responsabilités

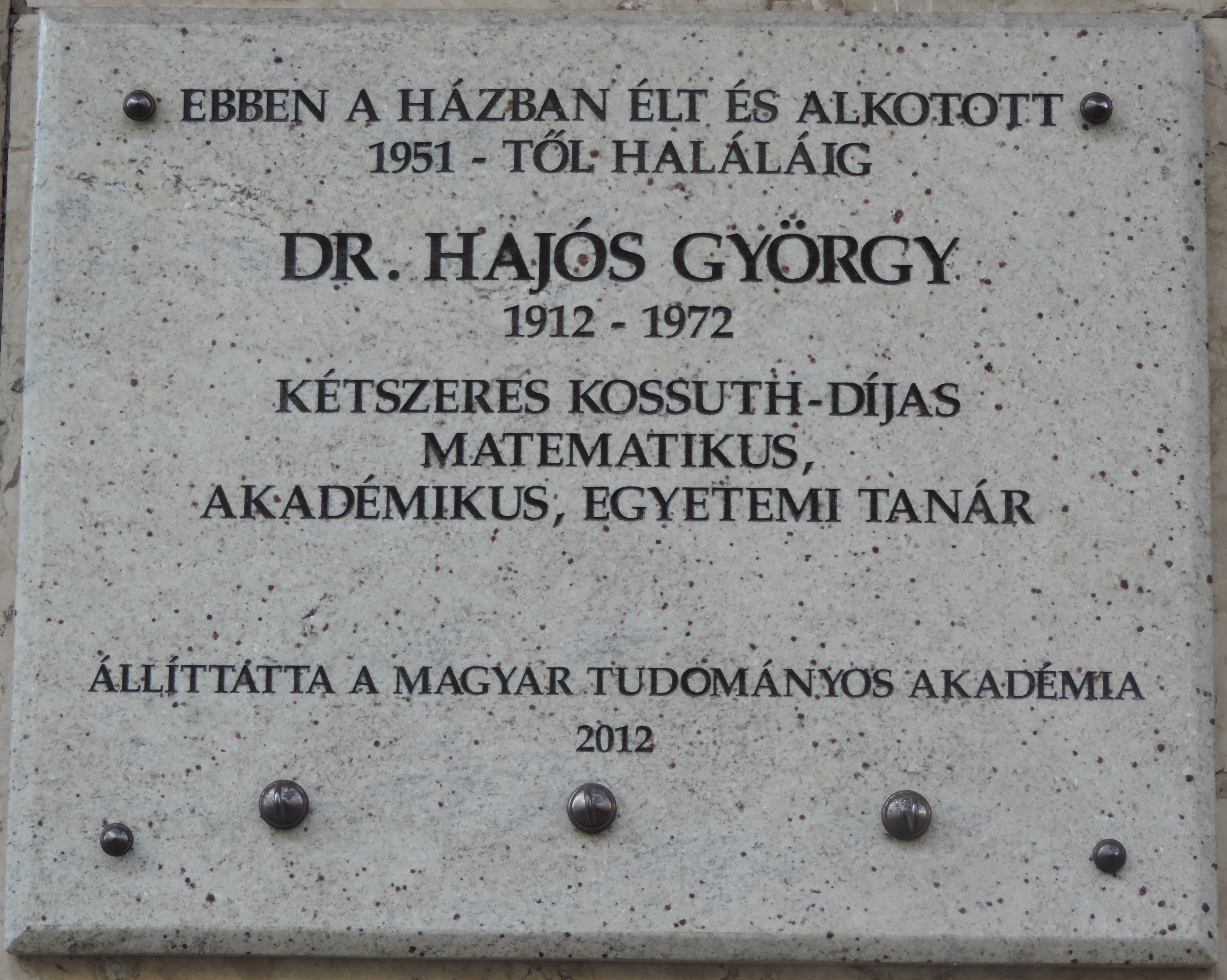
Plaque au nom de Hajós à Budapest.

Hajósl était président de la Société mathématique de Hongrie de 1963 à 1972,.
Hajós est membre de l'Académie hongroise des sciences, d'abord élu membre correspondant en 1948 puis titulaire à partir de 1958. Il est ensuite secrétaire de la section de mathématiques et physique de l'Académie des sciences. Il est membre du comité exécutif de l'union mathématique internationale.
En 1965 il est élu à l’Académie roumaine des sciences et en 1967 à la Leopoldina. Il est lauréat du prix Gyula König en 1942, et du prix Kossuth en 1951 et à nouveau en 1962,.
Il est décoré de l'ordre du Lion de Finlande.